# Dhariawad
Dhariawad é uma vila no distrito de Udaipur, no estado indiano de Rajastão.

## Demografia
Segundo o censo de 2001, Dhariawad tinha uma população de 10,494 habitantes. Os indivíduos do sexo masculino constituem 51% da população e os do sexo feminino 49%. Dhariawad tem uma taxa de literacia de 68%, superior à média nacional de 59.5%: a literacia no sexo masculino é de 76% e no sexo feminino é de 59%. Em Dhariawad, 15% da população está abaixo dos 6 anos de idade.